# 倉沢杏菜
倉沢 杏菜（くらさわ あんな、2005年〈平成17年〉3月18日 - ）は、日本の女優、モデル、タレント。神奈川県出身。所属事務所はレプロエンタテインメント。身長162.5cm。

## 略歴
2022年、レプロエンタテインメント30周年記念企画「主役オーディション」にて約5000人の中から選ばれ、俳優としてのキャリアをスタートさせる。
2023年、日本テレビの情報番組『ZIP!』の枠内で放送された『パパとなっちゃんのお弁当』でドラマ初出演。同年、『18歳、つむぎます』で映画初出演。
2024年、NHK夜ドラ『VRおじさんの初恋』で、メインキャスト（主人公のVRアバター役）に抜擢される。同年、『光る君へ』で、NHK大河ドラマ初出演（藤原道長の次女で、のちに三条天皇の中宮となる藤原妍子役）。
2026年放送予定のNHK大河ドラマ『豊臣兄弟!』に、豊臣秀吉・秀長兄弟の妹でのちに徳川家康の正室となるあさひ役で出演。

## 人物
特技
クラシックバレエ、ダンス、茶道、片目を綺麗に閉じる
趣味
風景写真を撮ること、K-POPダンスを踊ること

## 出演

### 映画
- 18歳、つむぎます（2023年3月24日公開）[2]

### テレビドラマ
- パパとなっちゃんのお弁当（2023年1月 - 3月、日本テレビ） - 牧尾奈菜 役[3]
- ケーキの切れない非行少年たち（2023年6月20日、NHK BS1）[3]
- ノッキンオン・ロックドドア 第4話（2023年8月19日、テレビ朝日）
- 君には届かない。（2023年9月 - 11月、TBS） - 黒沢 役[3]
- 先生さようなら（2024年1月 - 3月、日本テレビ） - 斉藤全子 役[8]
- VRおじさんの初恋（2024年4月 - 5月、NHK） - ナオキ 役[1]
- ビリオン×スクール（2024年7月 - 9月、フジテレビ） - 松下リナ 役[1]
- 大河ドラマ（NHK）
  - 光る君へ 第36回 - 第45回（2024年9月22日 - 11月24日、NHK） - 藤原妍子 役[4]
  - 豊臣兄弟!（2026年1月〈予定〉- ） - あさひ 役[5]
- ダメマネ! -ダメなタレント、マネジメントします-（2025年4月20日 - 6月22日、日本テレビ） - 神田川桜 役[9]
- 19番目のカルテ 第3話（2025年8月3日、TBS） - 堀田琴葉 役

### 配信ドラマ
- 『ビリオン×スクール』FODオリジナルストーリー（2024年9月13日、FOD） - 松下リナ 役[10]

### 舞台
- ニッポン放送開局70周年記念公演「138億年未満」（2024年11月 - 12月、本多劇場・サンケイホールブリーゼ）[11]